# Afrephialtes rubitorosus
Afrephialtes rubitorosus là một loài tò vò trong họ Ichneumonidae.